# Condado de Ozaukee
O Condado de Ozaukee é um dos 72 condados do Estado americano do Wisconsin. A sede do condado é Port Washington, e sua maior cidade é Port Washington. O condado possui uma área de 2 891 km² (dos quais 2 290 km² estão cobertos por água), uma população de 82 317 habitantes, e uma densidade populacional de 137 hab/km² (segundo o censo nacional de 2000). O condado foi fundado em 1853.